# Kępice
Pour les articles homonymes, voir Kępice (homonymie).
Kępice [kɛmˈpʲit͡sɛ] (Hammermühle en Allemand) est une ville du Powiat de Słupsk dans la voïvodie de Poméranie en Pologne. Elle est chef de canton et se trouve à 20 km au sud-est de Sławno sur la Wieprza.

## Géographie
La Wieprza traverse la commune. À 2 km à l'est de la ville se trouve le lac Jezioro Obłęskie. Dans les environs on trouve également le lac Jezioro Łętowskie.

## Histoire
De 1742 à 1945, Hammermühle fait partie de l'arrondissement de Rummelsburg-en-Poméranie dans le district de Köslin au sein de la province de Poméranie.
Dans la plaine de la Wieprza, à l'est de Varzin, se trouve dès le XIXe siècle un moulin. Le 7 juin 1867 le chancelier prussien Otto von Bismarck acquiert en récompense pour la victoire de la Prusse dans la guerre austro-prussienne de la même année une somme de 400 000 Taler et le domaine de Varzin, qui appartenait auparavant à Werner Ewald von Blumenthal. Bismarck érige une fabrique à papier sur la Wieprza (Wipper en allemand) en 1868, suivie en 1871 d'une autre grosse usine dite Fuchsmühle (moulin du renard). La fabrique à papier, qui devient la „Varziner Papierfabrik AG“ lors de sa transformation en société anonyme, devient une des plus grosses industries de Poméranie et fabrique notamment des billets de banque. Autour de l'usine se construit un village. En 1878, la ligne de chemin de fer entre Neustettin et Słupsk qui traverse le village est ouverte et avec elle une gare dans Kepice.
En 1898, Wilhelm von Bismarck, le fils du chancelier devient le nouveau propriétaire du village, son fils Wilhelm Nikolaus von Bismarck lui succédera après sa mort.
En 1918, quatre centrales hydroélectriques sont mises en service sur la Wipper à Kepice pour alimenter la fabrique à papier et la scierie, ouverte elle en 1890. Tout est par la suite détruit pendant la Seconde Guerre mondiale.
En 1928, les villages de Fuchsmühle, Hammermühle, Kampmühle et de la gare fusionnent et prennent le nom d'Hammermühle. La ville grandit et le nombre d'habitants atteint 2 169 en 1939.
Pendant la Seconde Guerre mondiale, de la main d'œuvre polonaise est employée par la fabrique à papier pour fabriquer de faux billets : aussi bien des dollar-US que des livres sterling sont ainsi produits pour affaiblir les économies américaines et britanniques. Parmi les ouvriers une section AK ODRA des services secrets est montée, avant d'être démantelée en 1944 par la Gestapo. De plus, des hélices pour avions de chasse sont également produites dans la ville.
Du 2 au 4 mars 1945 des combats pour la prise de la ville ont lieu, et se soldent par la victoire de l'Armée rouge. Les soviétiques démontent de 1945 à 1946 la fabrique à papier.
Après la guerre, la commune devient polonaise. Le remplacement des habitants allemands par de nouveaux arrivants polonais et ukrainiens (venant de l'est de la ligne Curzon) commence alors. Le lieu d'abord renommé en Businko devient Kępice en 1947. De nombreuses maisons ont été endommagées par la guerre et furent reconstruites ou remplacées après celle-ci. Une tannerie prend la place de l'ancienne usine à papier en 1957. En 1958, la tannerie reconstruit les installations hydroélectrique détruites pendant la guerre. En 1980, cette centrale passe aux mains d'une entreprise de Słupsk, avant d'être modernisée en 1996. La Kępickie Zakłady Garbarskie Kegar, une entreprise d'environ 1 000 employés, possédant des succursales à Białogard et Dębnica Kaszubska, est privatisée en 1999.
Dans les 15 années suivant la guerre, Kepice était un rassemblement d'habitations précaires. Ce n'est qu'en 1959. qu'il devient officiellement un village. Grâce à la tannerie la ville grandit rapidement et en obtient le statut en 1967.

### Développement démographique
| Année | nombre d'habitants |
| ----- | ------------------ |
| 1905  | 414                |
| 1930  | 1.400              |
| 1933  | 2.008              |
| 1939  | 2.169              |
| 1946  | 1.107              |
| 1950  | 631                |
| 1960  | 2.049              |
| 1970  | 2.878              |
| 1978  | 3.106              |
| 1987  | 4.156              |
| 2007  | 3.800              |

## Jumelage
- Bomlitz, Allemagne

## Quartiers
La commune se compose de 36 quartiers:
| nom polonais | nom kaschubisch | nom allemand        |
| ------------ | --------------- | ------------------- |
| Barcino      |                 | Bartin              |
| Barwino      |                 | Barvin              |
| Biesowice    |                 | Beßwitz             |
| Biesowiczki  |                 | Beßwitzer Glashütte |
| Bronowo      |                 | Brünnow             |
| Brzezinka    |                 | Birkenthal          |
| Chorówko     |                 | Neu Chorow          |
| Chorowo      |                 | Chorow              |
| Ciecholub    |                 | Techlipp            |
| Darnowo      |                 | Börnen              |
| Gościeradz   |                 | Augusthof           |
| Jabłoniec    |                 | Rosenhof            |
| Jabłonna     |                 | Vorwerk Augustthal  |
| Kaczyno      |                 |                     |
| Kawka        |                 |                     |
| Kępice       | Kãpëcé          | Hammermühle         |
| Korzybie     | Korzëbié        | Zollbrück           |
| Kotłowo      |                 | Vorwerk Kotlow      |
| Łużki        |                 | Luschken            |
| Mielęcino    |                 | Fuchsberge          |
| Mzdowiec     |                 | Misdow              |
| Mzdówko      |                 | Misdow B            |
| Mzdowo       |                 | Misdow A            |
| Obłęże       | Òblëżé          | Woblanse            |
| Osieki       |                 | Wusseken            |
| Osowo        | Òsowò           | Wussow              |
| Płocko       |                 | Plötzig             |
| Podgóry      |                 | Puddiger            |
| Polichno     |                 |                     |
| Przyjezierze |                 | Seehof              |
| Przytocko    |                 | Pritzig             |
| Pustowo      | Pùstòwò         | Püstow              |
| Radzikowo    |                 | Marienthal          |
| Warcino      | Warcënò         | Varzin              |
| Węgorzyno    |                 | Vangerin            |
| Żelice Dolne |                 | Nieder Seelitz      |
| Żelice Górne |                 | Ober Seelitz        |